# Rafał Hejmej
Rafał Dominik Hejmej (* 15. Juli 1980 in Bydgoszcz, Polen) ist ein polnischer Ruderer.

## Karriere
Hejmej begann mit dem Rudersport im Jahr 1995 und startete bereits zwei Jahre später mit einem Doppelstart bei den Weltmeisterschaften der Junioren in Hazewinkel. Im U19-Achter belegte er dabei den fünften und im U19-Vierer-ohne den siebten Platz. Im Folgejahr gewann er ebenfalls im Vierer ohne Steuermann bei den Junioren-Weltmeisterschaften in Linz eine Silbermedaille. Nach dem Aufstieg in die Senioren-Altersklasse startete Hejmej in den Jahren 1999 und 2000 beim Nations Cup, den damaligen inoffiziellen Weltmeisterschaften der U23-Altersklasse, und belegte die Plätze 6 und 5.
Ab 2001 konnte sich Hejmej über seine erste Teilnahme am Ruder-Weltcup im Vierer-ohne für den polnischen Männer-Achter anbieten. Im Olympiazyklus von Athen nahm er an den Weltmeisterschaften 2001 in Luzern und 2002 in Sevilla in dieser Bootsklasse teil und erreichte dabei jeweils das B-Finale. Bei den Weltmeisterschaften 2003 im Jahr vor den olympischen Spielen rutschte er aus dem Achter heraus und ging stattdessen im Zweier ohne Steuermann an den Start. Mit Piotr Basta reichte es aber nur zum Sieg im D-Finale und damit dem 19. Gesamtrang. Zu den Olympischen Sommerspielen 2004 in Athen ruderte Hejmej wieder im polnischen Achter mit Bogdan Zalewski, Piotr Buchalski, Mikołaj Burda, Dariusz Nowak, Wojciech Gutorski, Sebastian Kosiorek, Michał Stawowski und Steuermann Daniel Trojanowski. Die Mannschaft konnte das Finale nicht erreichen und belegte Platz 8 in der Gesamtwertung.
In den vier Jahren vor den Spielen von Peking konnte sich der polnische Achter mit Hejmej regelmäßig im A-Finale der Weltmeisterschaften platzieren. Bei den Weltmeisterschaften 2005 in Japan wurde Platz 5 belegt, im Folgejahr bei der Ruder-WM in Eton Platz 6. In München 2007 folgte ein weiterer fünfter Platz und mit der Silbermedaille bei den wiedereingeführten Europameisterschaften im heimischen Posen gelang Hejmej und dem polnischen Achter die erste Podestplatzierung. Die Qualifikation zu den Olympischen Sommerspielen 2008 in Peking gelang ebenfalls. In der Besetzung Sebastian Kosiorek, Michał Stawowski, Patryk Brzeziński, Sławomir Kruszkowski, Wojciech Gutorski, Marcin Brzeziński, Hejmej, Schlagmann Mikołaj Burda und Steuermann Daniel Trojanowski erreichte das polnische Team das Finale und belegte dort Platz 5. In ähnlicher Besetzung wurde bei den Europameisterschaften wenige Wochen später außerdem die Bronzemedaille gewonnen.
Auch nach den Spielen in China setzte Hejmej seine Karriere im polnischen Achter fort. Er konnte in der Folge einige EM-Medaillen und -Titel gewinnen. Hejmej gewann bei den Europameisterschaften 2010 im polnischen Achter eine EM-Silbermedaille, nachdem er den EM-Sieg der Mannschaft im Vorjahr verpasst hatte. Die europäischen Titelkämpfe 2011 und 2012 gewann der polnische Achter mit Hejmej an Bord. Bei den Weltmeisterschaften war man nicht derart erfolgreich und belegte Platz 4 bei den Titelkämpfen 2009 in Posen, Platz 8 im Jahr 2010 und einen weiteren fünften Platz in der vorolympischen Saison 2011. Hejmej konnte als Stammkraft im Achter im Jahr 2012 zum dritten Mal an den Olympischen Sommerspielen teilnehmen. In London verpasste die Mannschaft mit Marcin Brzeziński, Piotr Juszczak, Mikołaj Burda, Piotr Hojka, Zbigniew Schodowski, Michał Szpakowski, Krystian Aranowski, Hejmej und Steuermann Daniel Trojanowski allerdings das Finale und belegte Platz 7.
Hejmej blieb dem Rudersport und dem polnischen Achter zunächst treu, bei den ersten Europameisterschaften im neuen Olympiazyklus gewann er die Silbermedaille. Die Weltmeisterschaften im gleichen Jahr beendete die Mannschaft auf den vierten Rang hinter den Auswahlen aus Großbritannien, Deutschland und den Vereinigten Staaten. Zur Saison 2014 musste Hejmej den Achter verlassen, er verpasste damit die WM-Bronzemedaille 2014 in Amsterdam. Stattdessen ruderte er im Vierer ohne Steuermann bei den Europameisterschaften 2014 und 2015 sowie bei den Weltmeisterschaften 2014 auf hintere Platzierungen. Bei der WM 2015 kam er schließlich nicht mehr zum Einsatz.
Hejmej startet für den Verein Zawisza Bydgoszcz in seiner Heimatstadt. Bei einer Körperhöhe von 1,88 m beträgt sein Wettkampfgewicht rund 89 kg.